# Hillary Bor
Hillary Bor (* 22. November 1989 in Eldoret) ist ein US-amerikanischer Leichtathlet kenianischer Herkunft, der sich auf den Hindernislauf spezialisiert hat.

## Sportliche Laufbahn
Hillary Bor wuchs in Kenia auf und erhielt 2007 ein Stipendium für die Iowa State University in den Vereinigten Staaten. 2015 startete er für die Vereinigten Staaten bei den Militärweltspielen im südkoreanischen Mungyeong und belegte dort in 8:49,14 min den achten Platz über 3000 m Hindernis. Im Jahr darauf nahm er erstmals an den Olympischen Sommerspielen in Rio de Janeiro teil und gelangte dort mit 8:22,74 min im Finale auf den siebten Platz. 2017 schied er bei den Weltmeisterschaften in London mit 8:27,53 min im Vorlauf aus und 2019 wurde er bei der Doha Diamond League in 8:08,41 min Zweiter und platzierte sich damit erstmals unter den besten Drei bei einem Meeting der Diamond League. Zuvor wurde er bei den Crosslauf-Weltmeisterschaften in Aarhus nach 34:29 min 59. im Einzelrennen. Im Oktober erreichte er bei den Weltmeisterschaften in Doha das Finale und klassierte sich dort mit 8:09,33 min auf dem achten Platz. 2021 siegte er in 8:30,20 min beim British Grand Prix und schied anschließend bei den Olympischen Sommerspielen in Tokio mit 8:19,80 min in der Vorrunde aus.
2022 belegte er bei den Weltmeisterschaften in Eugene mit 8:29,77 min im Finale den siebten Platz.
In den Jahren 2019, 2021 und 2022 wurde Bor US-amerikanischer Meister im 3000-Meter-Hindernislauf.

## Persönliche Bestleistungen
- 5000 Meter: 13:26,74 min, 27. Februar 2021 in Austin
  - 3000 Meter (Halle): 7:48,73 min, 8. Februar 2020 in New York City
- 3000 m Hindernis: 8:08,41 min, 3. Mai 2019 in Doha